# Liste des membres de la quatorzième législature du Landtag de Sarre
Cette liste présente les 51 membres de la 14e législature du Landtag de la Sarre au moment de leur élection le 30 août 2009 lors des Élections législatives régionales de 2009 en Sarre. Elle présente les élus du land et précise si l'élu a été élu dans le cadre d'une des 3 circonscriptions, à la proportionnelle dans l'une des trois circonscriptions ou s'il a été repêché par le système de la proportionnelle via une liste régionale.

## Répartition des sièges

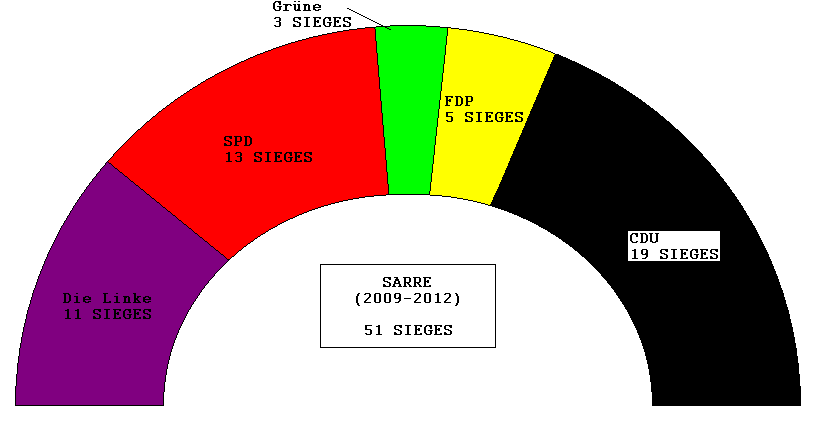
Répartition des sièges du Landtag de Sarre en 2009

| Parti | Parti     | Élus directs (%) | Proportionnels (%) | Total (%)  | +/- |
|       | CDU       | 16 (31,37)       | 3 (05,88)          | 19 (37,25) | -8  |
|       | SPD       | 11 (21,57)       | 2 (03,92)          | 13 (25,49) | -5  |
|       | Die Linke | 9 (17,65)        | 2 (03,92)          | 11 (21,57) | +11 |
|       | FDP       | 3 (05,88)        | 2 (03,92)          | 5 (09,80)  | +2  |
|       | Grüne     | 2 (03,92)        | 1 (01,96)          | 3 (05,88)  | =   |
| Total | Total     | 41 (80,39)       | 10 (19,61)         | 51         | =   |

## Élus
| N° | Circonscription |  | Nom                            | Parti     |
| -- | --------------- |  | ------------------------------ | --------- |
| 01 | Sarrebruck      |  | Ulrich Commerçon               | SPD       |
| 01 | Sarrebruck      |  | Horst Hinschberger             | FDP       |
| 01 | Sarrebruck      |  | Birgit Huonker                 | Die Linke |
| 01 | Sarrebruck      |  | Peter Jacoby                   | CDU       |
| 01 | Sarrebruck      |  | Martin Karren                  | CDU       |
| 01 | Sarrebruck      |  | Rolf Linsler                   | Die Linke |
| 01 | Sarrebruck      |  | Klaus Meiser                   | CDU       |
| 01 | Sarrebruck      |  | Isolde Ries                    | SPD       |
| 01 | Sarrebruck      |  | Gisela Rink                    | CDU       |
| 01 | Sarrebruck      |  | Volker Schmidt                 | SPD       |
| 01 | Sarrebruck      |  | Astrid Schramm                 | Die Linke |
| 01 | Sarrebruck      |  | Claudia Willger-Lambert        | Grüne     |
| 02 | Sarrelouis      |  | Dagmar Ensch-Engel             | Die Linke |
| 02 | Sarrelouis      |  | Dagmar Heib                    | CDU       |
| 02 | Sarrelouis      |  | Günter Heinrich                | CDU       |
| 02 | Sarrelouis      |  | Reinhold Jost                  | SPD       |
| 02 | Sarrelouis      |  | Georg Alfred Jungmann          | CDU       |
| 02 | Sarrelouis      |  | Christoph Kühn                 | FDP       |
| 02 | Sarrelouis      |  | Helma Kuhn-Theis               | CDU       |
| 02 | Sarrelouis      |  | Oskar Lafontaine               | Die Linke |
| 02 | Sarrelouis      |  | Heiko Maas                     | SPD       |
| 02 | Sarrelouis      |  | Anke Rehlinger                 | SPD       |
| 02 | Sarrelouis      |  | Jürgen Schreier                | CDU       |
| 02 | Sarrelouis      |  | Wolfgang Schumacher            | Die Linke |
| 03 | Neunkirchen     |  | Günter Becker                  | CDU       |
| 03 | Neunkirchen     |  | Elke Eder-Hippler              | SPD       |
| 03 | Neunkirchen     |  | Ralf Georgi                    | Die Linke |
| 03 | Neunkirchen     |  | Tobias Hans                    | CDU       |
| 03 | Neunkirchen     |  | Cornelia Hoffmann-Bethscheider | SPD       |
| 03 | Neunkirchen     |  | Magnus Jung                    | SPD       |
| 03 | Neunkirchen     |  | Gisela Kolb                    | SPD       |
| 03 | Neunkirchen     |  | Heike Kugler                   | Die Linke |
| 03 | Neunkirchen     |  | Hans Ley                       | CDU       |
| 03 | Neunkirchen     |  | Stefan Pauluhn                 | SPD       |
| 03 | Neunkirchen     |  | Karl Rauber                    | CDU       |
| 03 | Neunkirchen     |  | Gaby Schäfer                   | CDU       |
| 03 | Neunkirchen     |  | Hermann-Josef Scharf           | CDU       |
| 03 | Neunkirchen     |  | Markus Schmitt                 | Grüne     |
| 03 | Neunkirchen     |  | Barbara Spaniol                | Die Linke |
| 03 | Neunkirchen     |  | Stephan Toscani                | CDU       |
| 03 | Neunkirchen     |  | Georg Weisweiler               | FDP       |
| /  | Liste régionale |  | Silke Biendel                  | SPD       |
| /  | Liste régionale |  | Heinz Bierbaum                 | Die Linke |
| /  | Liste régionale |  | Christoph Hartmann             | FDP       |
| /  | Liste régionale |  | Karl-Josef Jochem              | FDP       |
| /  | Liste régionale |  | Annegret Kramp-Karrenbauer     | CDU       |
| /  | Liste régionale |  | Peter Müller                   | CDU       |
| /  | Liste régionale |  | Eugen Roth                     | SPD       |
| /  | Liste régionale |  | Lothar Schnitzler              | Die Linke |
| /  | Liste régionale |  | Roland Theis                   | CDU       |
| /  | Liste régionale |  | Hubert Ulrich                  | Grüne     |